# Torrenticola indistincta
Torrenticola indistincta är en kvalsterart som först beskrevs av Marshall 1929.  Torrenticola indistincta ingår i släktet Torrenticola och familjen Torrenticolidae. Inga underarter finns listade i Catalogue of Life.